# Corey Patterson
Donald Corey Patterson (né le 13 août 1979 à Atlanta, Géorgie, États-Unis) est un joueur de champ extérieur qui joue dans les Ligues majeures de baseball de 2000 à 2011. Il termine sa carrière de 12 saisons par une victoire en Série mondiale 2011 avec les Cardinals de Saint-Louis.

## Carrière
Après des études secondaires à l'Harrisson High School de Kennesaw (Géorgie), Corey Patterson est drafté le 2 juin 1998 par les Cubs de Chicago au premier tour de sélection (3e choix). Il perçoit un bonus de 3,7 millions de dollars à la signature de son premier contrat professionnel le 18 septembre 1998.
Patterson passe deux saisons en Ligues mineures avant d'effectuer ses débuts en Ligue majeure le 18 septembre 2000.
Échangé aux Orioles de Baltimore le 9 janvier 2006 contre deux joueurs de ligues mineures, Patterson devient agent libre à l'issue de la saison 2007. Il signe alors chez les Reds de Cincinnati pour une saison le 4 mars 2008.
Agent libre, Patterson rejoint ensuite les Nationals de Washington le 18 décembre 2008. Libéré de son contrat chez les Nationals le 29 juillet 2009, il s'engage avec les Brewers de Milwaukee pour la seconde partie de la saison.
Après un cout passage chez les Mariners de Seattle durant l'hiver 2009-2010, Patterson est écarté à l'issue de l'entraînement de printemps. Il retrouve alors les Orioles de Baltimore avec lesquels il s'engage pour une saison le 21 avril 2010.
En décembre 2010, il signe un contrat des ligues mineures avec les Blue Jays de Toronto, qui lui offrent une invitation à leur entraînement de printemps.
Le 27 juillet 2011, les Blue Jays échangent aux Cardinals de Saint-Louis Patterson et les lanceurs Edwin Jackson, Marc Rzepczynski et Octavio Dotel, en retour du voltigeur Colby Rasmus et des lanceurs Trever Miller, Brian Tallet et P. J. Walters. Après une fin de saison sans histoire à Saint-Louis, il fait partie de l'effectif des Cardinals pour les séries éliminatoires. Bien qu'il ne joue pas en matchs d'après-saison, il est néanmoins couronné avec ses coéquipiers champion de la Série mondiale 2011. Il devient agent libre après la conquête du titre par Saint-Louis.

## Statistiques
| Saison | Équipe       | G    | AB   | R   | H   | 2B  | 3B | HR  | RBI | SB  | BA    |
| ------ | ------------ | ---- | ---- | --- | --- | --- | -- | --- | --- | --- | ----- |
| 2000   | Chicago Cubs | 11   | 42   | 9   | 7   | 1   | 0  | 2   | 2   | 1   | 0,167 |
| 2001   | Chicago Cubs | 59   | 131  | 26  | 29  | 3   | 0  | 4   | 14  | 4   | 0,221 |
| 2002   | Chicago Cubs | 153  | 592  | 71  | 150 | 30  | 5  | 14  | 54  | 18  | 0,253 |
| 2003   | Chicago Cubs | 83   | 329  | 49  | 98  | 17  | 7  | 13  | 55  | 16  | 0,298 |
| 2004   | Chicago Cubs | 157  | 631  | 91  | 168 | 33  | 6  | 24  | 72  | 32  | 0,266 |
| 2005   | Chicago Cubs | 126  | 451  | 47  | 97  | 15  | 3  | 13  | 34  | 15  | 0,215 |
| 2006   | Baltimore    | 135  | 463  | 75  | 128 | 19  | 5  | 16  | 53  | 45  | 0,276 |
| 2007   | Baltimore    | 132  | 461  | 65  | 124 | 26  | 2  | 8   | 45  | 37  | 0,269 |
| 2008   | Cincinnati   | 135  | 366  | 46  | 75  | 17  | 2  | 10  | 34  | 14  | 0,205 |
| 2009   | Washington   | 5    | 15   | 0   | 2   | 0   | 0  | 0   | 0   | 2   | 0,133 |
| 2009   | Milwaukee    | 11   | 14   | 0   | 1   | 0   | 0  | 0   | 0   | 0   | 0,071 |
| 2010   | Baltimore    | 90   | 308  | 43  | 83  | 16  | 1  | 8   | 32  | 21  | 0,269 |
| Totaux | Totaux       | 1097 | 3803 | 522 | 962 | 177 | 31 | 112 | 395 | 205 | 0,253 |

Note : G = Matches joués ; AB = Passages au bâton; R = Points ; H = Coups sûrs ; 2B = Doubles ; 3B = Triples ; 
HR = Coup de circuit ; RBI = Points produits ; SB = Buts volés ; BA = Moyenne au bâton.